# 2007年の台風
2007年の台風（2007ねんのたいふう、太平洋北西部で発生した熱帯低気圧）のデータ。例年よりも北で発生し、寿命の短い台風が多かった。一方で台風の発生数や日本への接近数、日本への上陸数は平年並みであった。この年の台風2号より、拡充された台風情報が適用された。

## 月別の台風発生数
| 1月 | 2月 | 3月 | 4月 | 5月 | 6月 | 7月 | 8月 | 9月 | 10月 | 11月 | 12月 | 年間 |
| --- | --- | --- | --- | --- | --- | --- | --- | --- | ---- | ---- | ---- | ---- |
|     |     |     | 1   | 1   |     | 3   | 4   | 5   | 6    | 4    |      | 24   |

## 「台風」に分類されている熱帯低気圧

### 台風1号（コンレイ）
200701・01W
4月1日にトラック諸島近海で発生し、アジア名「コンレイ（Kong-rey）」と命名された。サイパン島を強風域に巻き込みながら北上。その後北マリアナ諸島北部を通過し、5日21時には南鳥島に接近。台風が接近した地域に大きな影響は出なかった。
（ ウィキニュースに関連記事があります。台風1号、南鳥島に接近―6日にも温帯低気圧へ）

### 台風2号（イートゥー）
200702・02W・アマン

5月17日にカロリン諸島近海で発生し、アジア名「イートゥー（Yutu）」と命名された。小笠原諸島に接近し、硫黄島などを暴風域に巻き込んだ。小笠原諸島には、前年の台風14号以来となる強い台風が接近したことになる。

### 台風3号（トラジー）
200703・03W

7月5日にトンキン湾で発生し、アジア名「トラジー（Toraji）」と命名された。命名国は韓国で、桔梗を意味する。海南島と中国、ベトナムに囲まれた非常に狭い海域において発生したため、発達しないまますぐに消滅して、短命台風に終わった。

### 台風4号（マンニィ）
200704・04W・ベベン

7月9日3時にカロリン諸島付近で発生し、アジア名「マンニィ（Man-yi）」と命名された。命名国は香港で、海峡の名前に由来する。太平洋高気圧の縁に沿って勢力を強めながら北西に進み、13日は沖縄付近の海上に達し東シナ海を北上した。14日には進路を東寄りに変え、14時頃に大隅半島に上陸後日向灘へと抜け、15日には四国沖から太平洋沿岸を東北東へ進んだ。なお、大隅半島上陸時の中心気圧は945hPaであり、7月に上陸した台風の中では最強の勢力となった。死者3名、行方不明者2名。

### 台風5号（ウサギ）
200705・05W

7月29日にマリアナ諸島付近で発生し、アジア名「ウサギ（Usagi）」と命名された。命名国は日本で、うさぎ座を意味する。8月2日に日本の南海上を北西に進み、18時前に宮崎県日向市付近に上陸。宮崎県・大分県を縦断後に周防灘を通過し、3日1時過ぎに山口県宇部市付近に再上陸して日本海へと抜けた。台風の接近時刻と満潮時刻が重なったため、山口県瀬戸内側で高潮による被害が発生した。死者7名、行方不明者2名。

### 台風6号（パブーク）
200706・07W・チェデン

8月5日にフィリピンの東で発生し、アジア名「パブーク（Pabuk）」と命名された。命名国はラオスで、大きな淡水魚を意味する。台風は先島諸島の南方を西進し、台湾南端の恒春半島に上陸した。その後南シナ海を横断して広東省や香港に接近。海南島付近で熱帯低気圧に変わった後、急に進路逆転させて東進を始め、中国本土の南シナ海沿岸から東シナ海沿岸を進み、黄海を通過して朝鮮半島方面に進んだ。この台風により広東省から山東省にかけての各地で大雨となり、140万人が被災した。雷州半島では200年に1度の大雨が降り、1時間降水量213mm、24時間降水量739mm、総雨量935mmという観測値が報告されている。

### 台風7号（ウーティップ）
200707・08W・ドドン

8月7日に沖縄の南で発生し、アジア名「ウーテップ（Wutip）」と命名された。台風は与那国島に接近した。勢力はほとんど強まらず、最盛期の中心気圧は990 hPaであった。

### 台風8号（セーパット）
200808・09W・エゲイ
8月12日にフィリピンの東方海上で発生しアジア名は「セーパット（Sepat）」と命名された。また、フィリピン大気地球物理天文局（PAGASA）はこの台風について、フィリピン名「エゲイ（Egay）」と命名している。台風は次第に勢力を強めながら西寄りに進んだ後に北西に進み、16日には「猛烈な」強さとなった。19日午前5時40分（現地時間）に台湾の花蓮周辺に上陸。そして台湾海峡を横断し、華南に再上陸した。
この台風は、発生した当初から雲のバランスがよく大きさもほどほどで、発達に適した条件を持っていた。フィリピン東方海域は台風が発達しやすい場所であるため、この台風も徐々に発達し、猛烈な強さになるに至った。この年2007年に発生した台風の中では最も勢力が強く、最盛期の中心気圧は910hPaであった。この年に「猛烈な」勢力となった台風はこの台風が初となった。

この台風の影響で、フィリピンや台湾、華南などで少なくとも43人が死亡した。

### 台風9号（フィートウ）
200709・10W

8月29日9時に南鳥島の南東海上で発生し、アジア名「フィートウ（Fitow）」と命名された。台風は9月4日に小笠原諸島の北海上を西進した後に、6日には伊豆諸島の西海上を北上した。7日0時前に、強い勢力で静岡県伊豆半島南部に上陸。最盛期の勢力は中心気圧965hPaだったが、この最盛期に近い勢力で上陸した。その後神奈川県西部を通過すると、次第に勢力を弱めながら関東地方から東北地方を縦断し、8日1時前に北海道の函館市付近に、3時半頃に北海道胆振支庁西部にそれぞれ再上陸した。台風は同日9時に、石狩湾付近の海上で温帯低気圧に変わった。

### 台風10号（ダナス）
200710・11W

南鳥島の北東で発生し、アジア名「ダナス（Danas）」と命名された。先の台風9号に続き、かなりの高緯度での発生であった。この台風は北緯36度から北緯37度に達しても勢力が強まった。その理由は、この頃は東経150度付近で、海水温の比較的高い領域が北方に延びていたためであったと考えられる。

### 台風11号（ナーリー）
200711・12W・ファルコン

9月13日15時に南大東島の南東海上で発生し、アジア名「ナーリー（Nari）」と命名された。台風は勢力を強めながら北西に進み、14日には非常に強い台風となって沖縄本島地方の近海を通過。 台風の直撃を受けた久米島では15日1時26分に、1958年の統計開始以来最も強い最大瞬間風速となる、62.8m/s（南の風）を記録した。台風は15日から16日にかけて東シナ海を北上し、16日夕方には朝鮮半島南端に達した。その後17日9時には 日本海西部で温帯低気圧に変わった。しかし、温帯低気圧に変わった後もなお、日本海を横断して東北地方に接近し、さらにその低気圧と秋雨前線に向かって暖かく湿った空気が入ったため、東北北部の各地では記録的な大雨となり、被害が拡大した。

### 台風12号（ウィパー）
200712・13W・ゴーリング

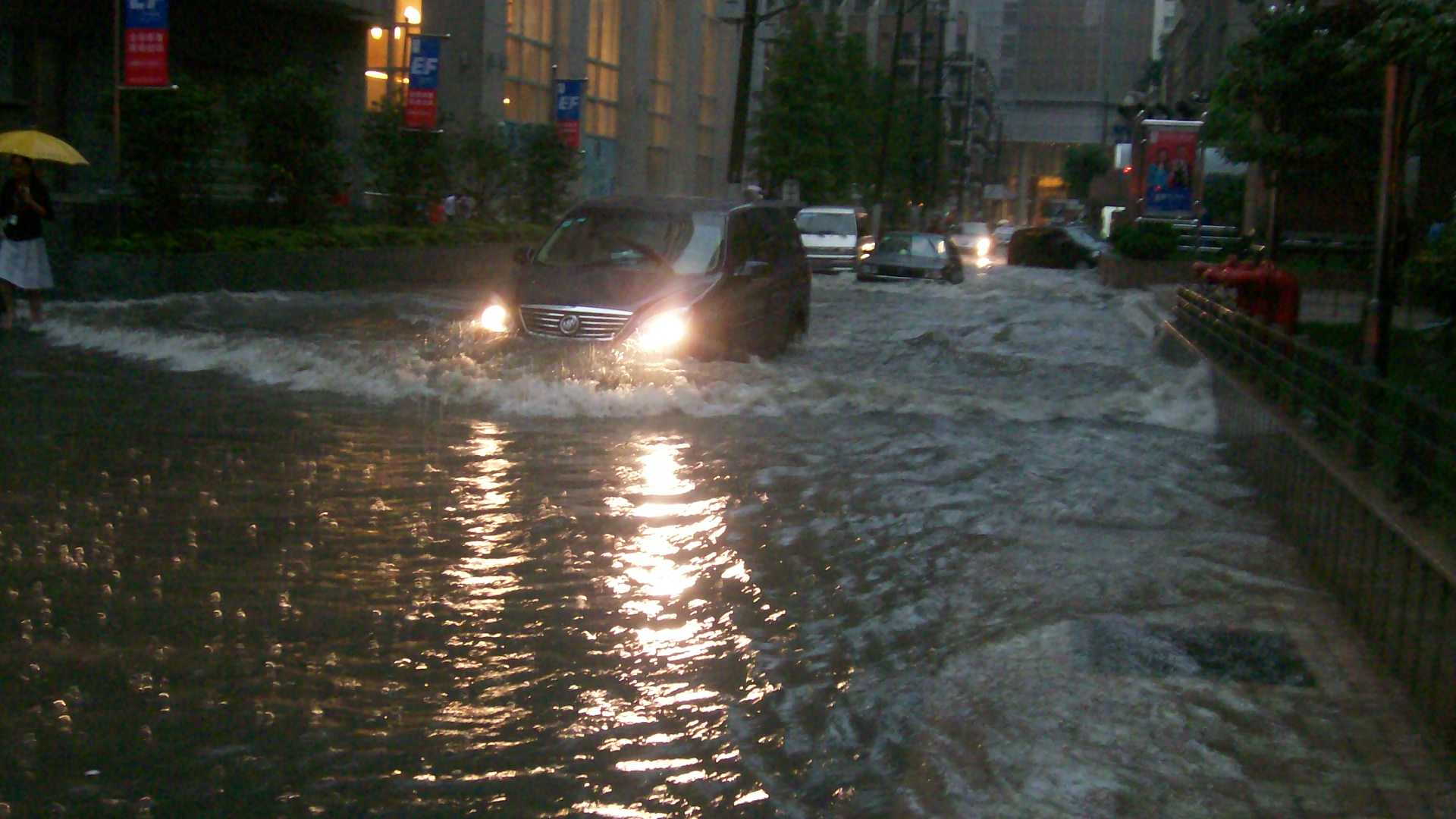
台風によって発生した洪水（上海市）

9月16日にフィリピンの東で発生し、アジア名「ウィパー（Wipha）」と命名された。台風は発達しながら北西方向に進み、宮古島や八重山諸島など先島諸島を暴風域に巻き込みながら進んだ。台風の影響により西表島（竹富町上原）では歴代第2位となる65.9m/sの最大瞬間風速を記録したほか、石垣島でも最大瞬間風速59.5m/sを観測した。また、西表島特別地域気象観測所では、台風の目が通過した際に928.0hPaの気圧が記録された。19日午前2時半頃（現地時間）に中国の浙江省に上陸し、その後熱帯低気圧へと弱まった。
なお、台風から変わったこの低気圧は、その後中国から北朝鮮方面に進み、北朝鮮では20日にかけて最大368mmの大雨になり、大きな被害が出た。

この台風は中国を中心に各地に大きな被害をもたらして多数の死傷者を出した。

### 台風13号（フランシスコ）
200713・15W

9月23日に南シナ海北部で発生し、アジア名「フランシスコ（Francisco）」と命名された。台風は西に進んで海南島を通過後、ベトナム北部へと向かった。勢力はそれほど強くなかった。

### 台風14号（レキマー）
200714・16W・ハンナ

9月30日に南シナ海中部で発生し、アジア名「レキマー（Lekima）」と命名された。発生当初の時点では珍しく、既に強風域の直径が1,700kmという超大型の台風であったため、その広大な雲域ゆえに中心付近では雲のまとまりを欠き、それほど発達することはなかった。10月2日に中国海南島に接近後、3日に最大風速約32.5 m/sでベトナム北部に上陸。数十万人規模の人が避難した。なお、この台風は台風に昇格する前から既に熱帯低気圧としてフィリピンを襲っており、フィリピンでも9人の死者と行方不明者、負傷者をそれぞれ1人ずつ出していた。台風が上陸したベトナムでは少なくとも20人が死亡し、8人が行方不明となった。台風は4日にベトナム北部で熱帯低気圧に変わった。

### 台風15号（クローサ）
200715・17W・イネン

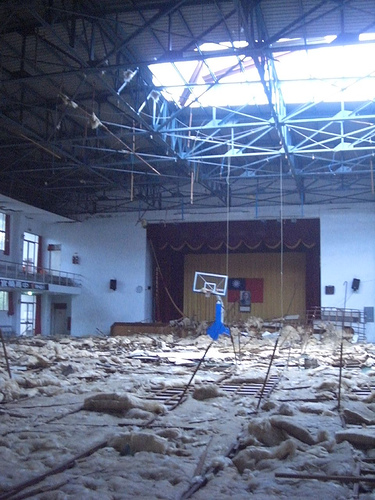
台湾の高等学校における被害

10月2日にフィリピンの東海上で発生し、アジア名「クローサ（Krosa）」と命名された。命名国はカンボジアで、「ツル」を意味する。また、フィリピン大気地球物理天文局（PAGASA）は、この台風についてフィリピン名「イネン（Ineng）」と命名している。当初は同海域で停滞していたが、5日には沖縄の南海上において「大型で猛烈な」台風となった（JTWCはカテゴリー4相当の「Super Typhoon」に分類した）そして先島諸島に接近し、石垣島では最大瞬間風速59.6m/sを観測。与那国島（最大瞬間風速63.2m/sを観測）付近を通過後、台湾北部に上陸し、中国南部に再上陸。華中で熱帯低気圧に変わった。そして東シナ海にて温帯低気圧になった。
この台風は、偏西風や中央山脈（台湾）の険しい独特な地形などが原因で、やや進路が複雑となり、「予報が難しい」台風でもあった。
日本では、台風の暴風により、先島諸島で4人が転倒するなどして重軽傷を負った。10月9日頃、台風崩れの低気圧が九州を通過し、北部九州で大雨となぅた。台湾では、土砂崩れや暴風などにより5人が死亡・53人が負傷したほか、電線が切れるなどして220万戸が停電した。また中国でも、杭州市で浸水などの被害が出た。

### 台風16号（ハイエン）
200716・27W
ミッドウェー諸島の近海で10月6日に発生し、アジア名「ハイエン（Haiyan）」と命名された。しかし、かなりの高緯度で発生したこともあり、ほとんど発達しないまま短命台風として終わった。JTWCは当初は熱帯低気圧情報を出していなかったが、事後解析でトロピカル・ストームだったと判断し、改めて熱帯低気圧番号27Wを付番した。

### 台風17号（ポードル）
200717

10月6日に日本のはるか東で発生し、アジア名「ポードル（Podol）」と命名された。台風になる前から渦を巻いていた低気圧であったが、突然台風に昇格した。

### 台風18号（レンレン）
200718・18W

10月12日にウェーク島の近海で発生し、アジア名「レンレン（Lingling）」と命名された。しかし、ほとんど発達することなく消滅した。

### 台風19号（カジキ）
200719・19W

10月19日にマリアナ諸島付近で発生し、アジア名「カジキ（Kajiki）」と命名された。最盛期には中心気圧が945 hPaにまで低下したが、この最盛期に近い勢力で、暴風域を伴って小笠原の父島に接近。その後日本のはるか東で温帯低気圧に変わった。

### 台風20号（ファクサイ）
200720・20W・フアニン

10月26日に沖縄県南大東島の南で発生し、アジア名「ファクサイ（Faxai）」と命名された。その後「韋駄天台風」となって、時速95kmという高速で北東に進み、伊豆諸島を通過。千葉県房総半島に接近した後、三陸沖の海上で温帯低気圧へと変わった。台風の影響により、八丈島では最大瞬間風速42.5m/sを観測したほか、三宅島では観測史上最多となる、約430mmの24時間雨量を記録した。この台風は、発生からわずか1日半で、沖縄の南方から一気に関東地方の南方へと抜けていった。

### 台風21号（ペイパー）
200721・21W・カバヤン

11月3日にフィリピンの東で発生し、アジア名「ペイパー（Peipah）」と命名された。その後西進してルソン島に上陸し、南シナ海へと抜けた。

### 台風22号（ターファー）
200722・22W

11月12日に硫黄島の南で発生し、アジア名「ターファー（Tapah）」と命名された。しかしほとんど勢力を強めることなく、短命に終わった。

### 台風23号（ミートク）
200723・24W・ミナ

11月20日にフィリピンの東で発生し、アジア名「ミートク（Mitag）」と命名された。しかし当初はしばらく停滞。そしてルソン島北部に上陸して被害をもたらすが、その後も沖縄の南海上で複雑な動きをし、沖縄地方は長らく強風に見舞われた。また、八重山諸島で雨量が多くなった。

### 台風24号（ハギビス）
200724・23W・ランドー

11月20日に南シナ海で発生し、アジア名「ハギビス（Hagibis）」と命名された。当初は同海域を西進してベトナム方面へと向かっていたが、突然東に折り返して、発生地点に近いフィリピン方面へと向かった。なお、台風23号と24号で、合同台風警報センター（JTWC）の番号（23号は24W、24号が23W）が食い違っているが、24号の方が先に、JTWC分類の「Tropical Depression」に昇格したからである。(台風#台風の階級を参照)

## 気象庁が「台風」に分類しなかった熱帯低気圧
| [icon] | この節の加筆が望まれています。 |

| [icon] | この節の加筆が望まれています。 |

| [icon] | この節の加筆が望まれています。 |